# معاهدة التعاون بشأن البراءات
معاهدة التعاون بشأن البراءات (PCT) هي معاهدة دولية لقانون البراءات أبرمت عام 1970. وهي تنص على إجراء موحد لإيداع طلبات براءات الاختراع لحماية الاختراعات في كل دولة من الدول المتعاقدة معها. يُطلق على طلب البراءة المودع بموجب معاهدة التعاون بشأن البراءات الطلب الدولي أو طلب معاهدة التعاون بشأن البراءات.
يتم إيداع طلب معاهدة التعاون بشأن البراءات مرة واحدة لدى مكتب الاستلام (RO) بلغة واحدة. ثم ينتج عنه بحث تجريه إدارة البحث الدولي (ISA)، مصحوبًا برأي مكتوب بشأن أهلية الاختراع لبراءة الاختراع، وهو موضوع الطلب. ويليه اختيارياً فحص تمهيدي تجريه إدارة الفحص التمهيدي الدولي (IPEA). وأخيراً، تدير السلطات الوطنية أو الإقليمية ذات الصلة المسائل المتعلقة بفحص الطلب (إذا نص القانون الوطني) وإصدار البراءة.
لا يؤدي طلب معاهدة التعاون بشأن البراءات في حد ذاته إلى منح براءة، لأنه لا يوجد شيء اسمه «براءة اختراع دولية»، ومنح البراءة حق لكل سلطة وطنية أو إقليمية. وبعبارة أخرى، فإن طلب معاهدة التعاون بشأن البراءات، الذي يحدد تاريخًا للإيداع في جميع الدول المتعاقدة، يجب أن يُتبع بخطوة الدخول في المراحل الوطنية أو الإقليمية للمضي قدمًا نحو منح براءة اختراع واحدة أو أكثر. يؤدي إجراء معاهدة التعاون بشأن البراءات بشكل أساسي إلى طلب براءة وطني أو إقليمي قياسي، يمكن منحه أو رفضه وفقًا للقانون المعمول به، في كل ولاية قضائية تكون فيها البراءة مرغوبة.
الدول المتعاقدة،  الدول الأطراف في معاهدة التعاون بشأن البراءات، تشكل الاتحاد الدولي للتعاون بشأن البراءات.

## تاريخياً

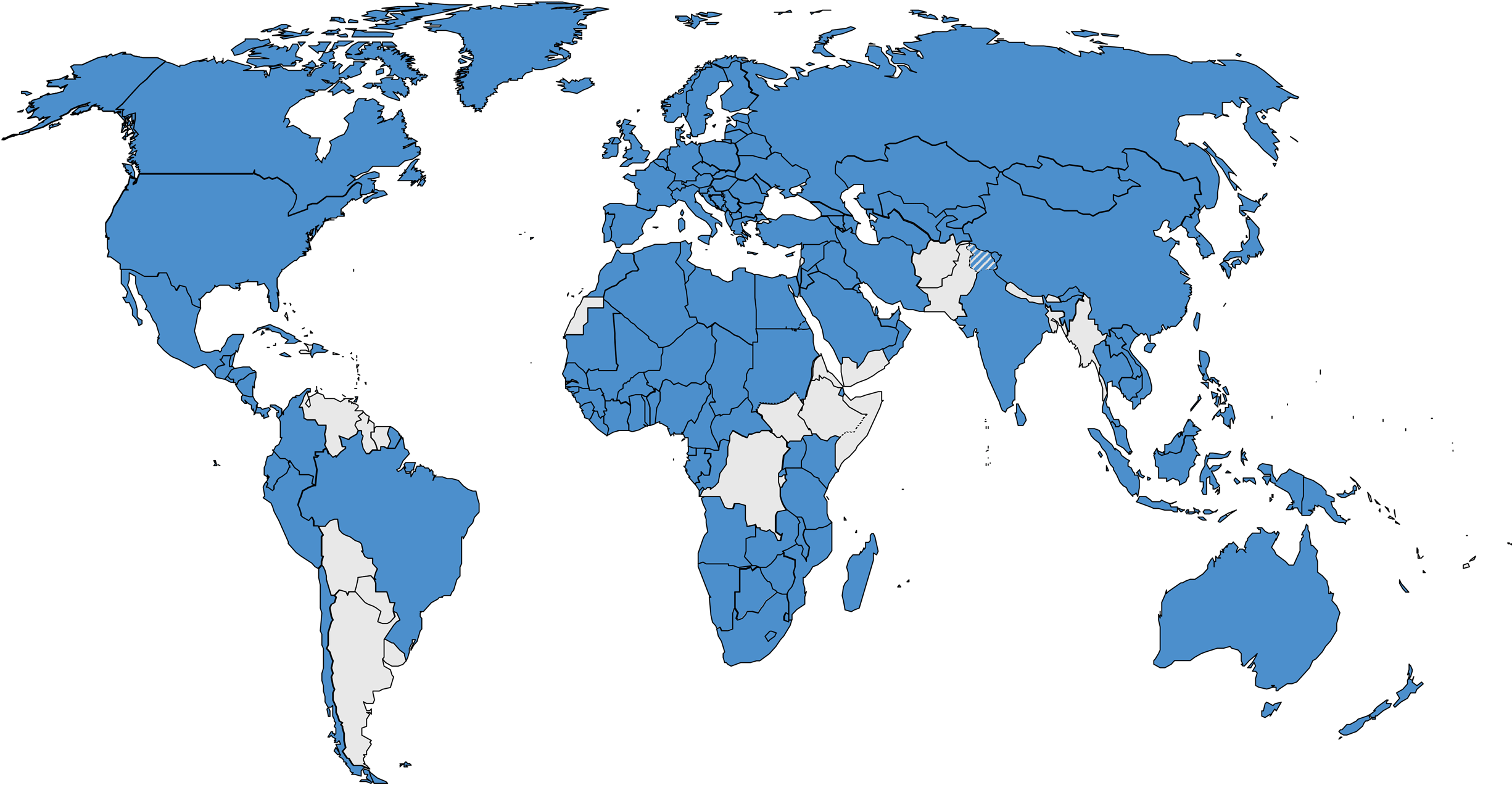
أعضاء معاهدة التعاون بشأن البراءات، اعتبارًا من ديسمبر 2022

انعقد مؤتمر واشنطن الدبلوماسي بشأن معاهدة التعاون بشأن البراءات في واشنطن العاصمة في الفترة من 25 مايو إلى 19 يونيو 1970. وتم التوقيع على معاهدة التعاون بشأن البراءات في اليوم الأخير من المؤتمر في 19 يونيو 1970. ودخلت المعاهدة حيز النفاذ في 24 يناير 1978، في البداية بلغ عدد الدول المتعاقدة 18 دولة. تم إيداع الطلبات الدولية الأولى في 1 يونيو 1978. عُدّلت المعاهدة لاحقاً في عام 1979، ثم جرى تعديلها عاميّ 1984 و2001. في ديسمبر 2022، كانت عضوية المعاهدة تتألف من 157 دولة متعاقدة. بحلول نهاية عام 2020، كان من المتوقع أن يصل إجمالي عدد الطلبات المودعة بناء على معاهدة التعاون بشأن البراءات منذ بدء تشغيل النظام في عام 1978 إلى 4 ملايين طلب.

## الأطراف
يمكن لأي دولة متعاقدة في اتفاقية باريس لحماية الملكية الصناعية أن تصبح عضوًا في معاهدة التعاون بشأن البراءات. غالبية بلدان العالم أطراف في معاهدة التعاون بشأن البراءات، بما في ذلك جميع البلدان الصناعية الكبرى (مع استثناءات قليلة، أبرزها الأرجنتين، والأوروغواي، و فنزويلا وباكستان). وحتى 26 ديسمبر 2022، بلغ عدد الدول الأطراف 157 دولة متعاقدة في معاهدة التعاون بشأن البراءات.

## الإجراءات

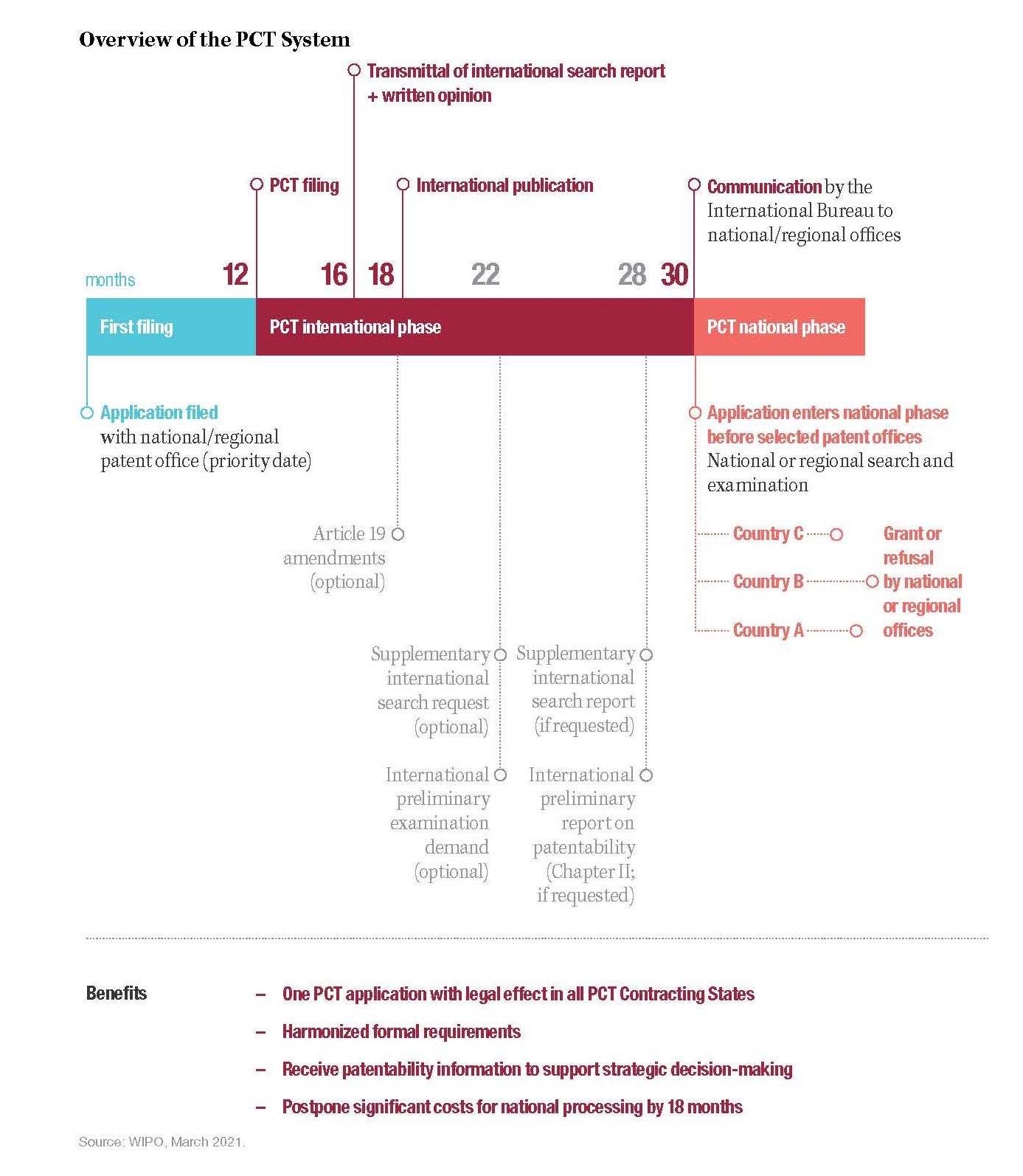
رسم بياني زمني يقدم نظرة عامة على نظام معاهدة التعاون بشأن البراءات.

تتمثل المزايا الرئيسية لإجراءات معاهدة التعاون بشأن البراءات، الذي يشار إليه أيضًا بالإجراء الدولي، في (أ) أنه يسمح بتقديم طلب براءة اختراع واحد، مما يحل محل الحاجة إلى تقديم عدد من الطلبات المنفصلة، مع إجراء يتم بطريقة يمكن التنبؤ بها وتوقعها؛  (ب) البحث الدولي، والفحص التمهيدي الدولي (اختيارياً) "يمنح مقدمي الطلبات أساساً أفضل لاتخاذ قرار بشأن متابعة تقديم طلباتهم وفي أي البلدان سيواصلون تقديم طلباتهم"، ما يسمح "بإدارة محافظ البراءات بطريقةٍ أفضل وتجنب النفقات غير الضرورية"؛ و(جـ) يسمح بتأجيل المعالجة الوطنية.
يتكون طلب براءة الاختراع بموجب معاهدة التعاون بشأن البراءات PCT (الذي يسمى أيضًا "طلب البراءة الدولي") من مرحلتين. المرحلة الأولى هي المرحلة الدولية التي تكون فيها حماية البراءة معلقة وقيد النظر بموجب طلب براءة اختراع واحد يودع لدى مكتب براءات الاختراع في دولة متعاقدة في معاهدة التعاون بشأن البراءات. والمرحلة الثانية هي المرحلة الوطنية والإقليمية التي تلي المرحلة الدولية والتي يتم فيها مواصلة الحقوق من خلال تقديم الوثائق اللازمة إلى مكاتب براءات الاختراع في الدول المتعاقدة المنفصلة في معاهدة التعاون بشأن البراءات. ولا يعد طلب براءة الاختراع في معاهدة التعاون بشأن البراءات في حد ذاته طلبًا فعليًا لمنح براءة اختراع، ولا يتحول إلى طلب فعلي إلا إذا دخل "المرحلة الوطنية".

### الإيداع
تتمثل الخطوة الأولى من الإجراء في إيداع طلب براءة دولي لدى مكتب براءات مختص يسمى مكتب الاستلام (RO). يُطلق على هذا الطلب اسم طلب دولي أو ببساطة طلب بموجب معاهدة التعاون بشأن البراءات (PCT) لأنه لا ينتج عنه براءة دولية ولا براءة اختراع معاهدة التعاون بشأن البراءات، إذ لا يوجد أي منهما. يجب تقديم طلب بموجب معاهدة التعاون بشأن البراءات PCT بلغة واحدة فقط، على الرغم من أنه قد تكون هناك حاجة إلى ترجمة الطلب لغايات البحث الدولي والنشر الدولي، اعتمادًا على لغة الإيداع  وسلطة البحث الدولية المختصة أو المختارة.
يجب أن يكون أحد المتقدمين على الأقل (سواء كان شخصًا طبيعيًّا أو اعتبارياً) من مواطني دولة متعاقدة في معاهدة التعاون بشأن البراءات أو مقيمًا فيها؛ وإلاّ فلن يتم تحديد تاريخ إيداع وتقديم طلب بموجب معاهدة التعاون بشأن البراءات PCT. وإذا تم تحديد تاريخ إيداع طلب بموجب معاهدة التعاون بشأن البراءات بشكل خاطئ، يجوز لمكتب الاستلام، في غضون أربعة أشهر من تاريخ الإيداع، أن يعلن أنه ينبغي اعتبار الطلب مسحوباً. غير أنّ شرط أن يكون مقدّم طلب واحد على الأقل من مواطني دولة متعاقدة في معاهدة التعاون بشأن البراءات PCT أو مقيمًا فيها "يجب الامتثال له فقط وقت إيداع الطلب الدولي. فالتغييرات اللاحقة في بلد إقامة مقدم الطلب (أو جنسيته)... ليس لها أي تأثير على صلاحية الطلب الدولي نفسه."
في معظم الدول الأعضاء، يُشترط أن يكون مقدم الطلب أو أحد مقدمي الطلب على الأقل من مواطني الدولة التي يعمل فيها مكتب الاستلام حيث أودع الطلب أو من المقيمين فيها. ويجوز لمقدمي الطلبات من أي دولة متعاقدة إيداع طلب بموجب معاهدة التعاون بشأن البراءات في المكتب الدولي في جنيف، وفقا لأحكام الأمن الوطني.
عند إيداع طلب بموجي معاهدة التعاون بشأن البراءات، يتم تعيين جميع الدول المتعاقدة تلقائيًا. مع مراعاة التحفظات التي تبديها أي دولة متعاقدة، يكون للطلب بموجب معاهدة التعاون بشأن البراءات PCT الذي يستوفي متطلبات المعاهدة والمحدد له تاريخ إيداع معاهدة التعاون بشأن البراءات PCT نفس أثر الطلب الوطني العادي في كل دولة معيّنة اعتباراً من تاريخ إيداع الطلب بموجب معاهدة التعاون بشأن البراءات PCT، وهو التاريخ الذي يعتبر تاريخ الإيداع الفعلي في كل دولة معيّنة.

### البحث والرأي المكتوب
تُجري الأبحاث أو "الأبحاث الدولية" هيئة بحث دولية معتمدة (ISA) للعثور على أكثر وثائق المعرفة المسبقة ذات الصلة بالموضوع المطالب به. ويؤدي البحث إلى تقرير بحث دولي (ISR)، بالإضافة إلى رأي مكتوب بشأن قابلية الحصول على البراءة. تعتمد الهيئة الدولية للبحث (ISA) التي يمكن لمقدم الطلب إختيارها على مكتب الاستلام الذي أودع فيه مقدم الطلب طلبه الدولي. في عام 2013، كانت أكثر الهيئات البحث الدولية المختارة هي مكتب براءات الاختراع الأوروبي (EPO) (بنسبة 37.7% من جميع تقارير البحث الدولي الصادرة)، يليه مكتب البراءات الياباني (JPO) (20.7%) ومكتب الملكية الفكرية الكوري (KIPO) (14.8%).
يجب على الهيئة الدولية للبحث (ISA) إعداد تقرير البحث الدولي (ISR) والرأي مكتوبًا مرفقًا به في غضون "ثلاثة أشهر من استلام هيئة البحث الدولية لنسخة البحث، أو تسعة أشهر من تاريخ الأولوية، أيهما ينتهي في وقت لاحق."
يُنشر تقرير البحث الدولي ISR مع الطلب بموجب معاهدة التعاون بشأن البراءات PCT (أو في أقرب وقت ممكن بعد ذلك). ويكون الرأي المكتوب سريًا في البداية، ولكن ما لم يحل محله تقرير فحص أولي/تمهيدي دولي (انظر الفحص الاختياري أدناه)، فإنه يتاح في شكل تقرير أولي/تمهيدي دولي حول قابلية الحصول على البراءة (الفصل الأول من معاهدة التعاون بشأن البراءات، أو الفصل الأول من معاهدة التعاون بشأن البراءات IPRP)، في غضون 30 شهرًا من تاريخ الإيداع أو تاريخ الأولوية، إن وجد. وإذا لم يكن تقرير البحث الدولي ISR باللغة الإنجليزية، فإنه يترجم إلى الإنجليزية للنشر. وقد يطلب المكتب المعين ترجمة الفصل الأول من معاهدة التعاون بشأن البراءات IPRP إلى الإنجليزية.
قد ساعد تقرير البحث الدولي مقدمَ الطلب في تحديد ما إذا كان من المجدي طلب الحماية الوطنية، وإذا كان الأمر كذلك، في عدد البلدان، حيث يجب دفع الرسوم والنفقات الأخرى، بما في ذلك تكاليف الترجمة، للدخول في المرحلة الوطنية في كل بلد. وثمة ميزة أخرى لإيداع طلب بموجب معاهدة التعاون بشأن البراءات PCT في إطار معاهدة التعاون بشأن البراءات هي أن العديد من السلطات الوطنية المعنية ببراءات الاختراع ستعتمد على تقرير البحث الدولي (على الرغم أن معاهدة التعاون بشأن البراءات لا تلزمها بذلك) بدلاً من إجراء بحث عن المعارف المسبقة بنفسها، وبالتالي قد يتمكن مقدم الطلب من توفير رسوم البحث.
بالإضافة إلى البحث الدولي الإلزامي، يمكن أيضًا إجراء بحث دولي تكميلي اختياري واحد على الأقل من قبل هيئات البحث الدولية المشاركة، بناءً على طلب مقدم الطلب ودفع الرسوم المطلوبة. والغرض من ذلك هو تقليل احتمالية ظهور معرفة مسبقة جديدة في المراحل الوطنية اللاحقة. ويقال إن البحث الدولي التكميلي يسمح لمقدمي الطلبات بالحصول على تقرير بحث إضافي "يأخذ في الاعتبار التنوع اللغوي المتزايد للمعرفة المسبقة التي يُعثر عليها". وفي عامي 2009 و2010، كان الطلبات على عمليات البحث الدولي التكميلي منخفضًة نسبيًا.